# ハイタウン
『ハイタウン』（原題: Hightown）は、2020年から放送されているアメリカ合衆国のテレビドラマシリーズ。アメリカ海洋漁業局の捜査員が殺人事件に翻弄される様を描く。企画・制作はレベッカ・カッター、出演はモニカ・レイマンド、ライリー・ヴォールケル、シェーン・ハーパーなど。アメリカでは2020年5月17日からStarzで放送が開始された。日本でも、アメリカでの放送と同時にSTARZPLAYから日本語字幕・吹き替え版が配信された。本作は第2シーズンへの更新が決定している。

## あらすじ
ジャッキー・キノーネス（モニカ・レイマンド）は、マサチューセッツ州プロヴィンスタウンに暮らすアメリカ海洋漁業局の捜査官で、アルコールやドラッグを乱用している。ある日彼女は殺害された女性の遺体を発見し、ケープコッドの組織犯罪や地元でのオピオイドの流行との関係を捜査することになる。

## キャスト

### メイン
ジャッキー・キノーネス
演 - モニカ・レイマンド
レネー
演 - ライリー・ヴォールケル
ジュニア・マッカーシー
演 - シェーン・ハーパー
オシート
演 - アトキンス・エスティモンド
Frankie Cuevas Sr.
演 - アマウリー・ノラスコ
Alan Saintille
演 - ドーン・ノーウッド
Det. Ray Abruzzo
演 - ジェームズ・バッジ・デール

### リカーリング
Frankie Cuevas Jr.
演 - ルミ・C・ジャン・ルイ
Ed Murphy
演 - マイク・ニュースキー
Lt. Velekee
演 - マイケル・マルヘレン

## エピソード
| シーズン | シーズン | 話数 | 話数 | 放送期間      | 放送期間      |
| シーズン | シーズン | 話数 | 話数 | 初回放送      | 最終回放送    |
| -------- | -------- | ---- | ---- | ------------- | ------------- |
|          | 1        | 8    | 8    | 2020年5月17日 | 2020年7月12日 |

### シーズン1 (2019)
| 通算 話数 | タイトル                                                           | 監督                 | 脚本                                                    | 放送日        | U.S.視聴者数 (百万人) |
| --------- | ------------------------------------------------------------------ | -------------------- | ------------------------------------------------------- | ------------- | --------------------- |
| 1         | "姉妹のように大好き" "Love You Like a Sister"                      | レイチェル・モリソン | Rebecca Cutter                                          | 2020年5月17日 | 0.224                 |
| 2         | "雨風にさらされて" "Severely Weatherbeaten"                        | レイチェル・モリソン | 原案: Rebecca Cutter & Gary Lennon 脚本: Rebecca Cutter | 2020年5月24日 | 0.228                 |
| 3         | "反逆の犬たち" "Rebellion Dogs"                                    | Michael Offer        | Ryan Farley                                             | 2020年5月31日 | 0.231                 |
| 4         | "ドデカい捜索" "BFO"                                               | Michael Offer        | John Covarrubias                                        | 2020年6月7日  | 0.228                 |
| 5         | "一日中最高の気分で過ごす" "The Best You'll Feel All Day"          | Eagle Egilsson       | Jordan Harper                                           | 2020年6月14日 | 0.179                 |
| 6         | "白鯨" "The White Whale"                                           | Eagle Egilsson       | Molly Manning                                           | 2020年6月21日 | 0.219                 |
| 7         | "誰でもマイアミにいとこがいる" "Everybody's Got a Cousin in Miami" | David Rodriguez      | Cortney Norris                                          | 2020年6月28日 | 0.248                 |
| 8         | "#恵み" "#Blessed"                                                 | David Rodriguez      | Rebecca Cutter                                          | 2020年7月12日 | 0.330                 |

## 製作
本作はゲイリー・レノンがショーランナーを務め、レベッカ・カッターが制作、ジェリー・ブラッカイマー、ジョナサン・ライトマン、クリスティアン・リードらがエグゼクティブ・プロデューサーを務めた。 

## 評価

### 批評
第1シーズンは、批評集積サイトのRotten Tomatoesに19件のレビューがあり、批評家支持率は79%、平均点は10点満点で6.07点となっている。また、Metacriticには6件のレビューがあり、加重平均値は60/100となっている。